# Parnàs (mitologia)
|  | Aquest article tracta sobre el personatge. Vegeu-ne altres significats a «Parnàs». |

Parnàs (en grec antic Παρνασσός) va ser, segons la mitologia grega, l'heroi epònim de la muntanya del Parnàs, que estava consagrada a Apol·lo. Se'l considerava fill d'una nimfa anomenada Cleodora, una de les Tries, tres nimfes germanes que vivien al Parnàs i es dedicaven a l'endevinació, i de Posidó. També se li atribuïa un pare "mortal", Cleopomp.
Parnàs va fundar l'antic oracle de Pitó, que després va ocupar Apol·lo, i va ser conegut com l'oracle de Delfos. Diverses fonts li atribueixen l'invent de l'endevinació per les aus.